# Житница и вински подрум (Медијана)
Житница и вински подрум (лат. horreum)  откопана на археолошком локалитету Медијана, код Ниша, 1936. године, као што јој и сам назив каже била је складишни простор посебне намене за житарице, вино, уље и друге животне намирнице пољопривредног добра у саставу античке Медијане, а данас у саставну археолошког парка Медијана. Житница и вински подрум, као и само насеље (Медијана) настало је на самом крају 3. или почетком 4. века.

## Статус и категорија заштите
Због свог историјског и археолошког значаја Житница и вински подрум, као и локалитет на коме се налазе проглашен је, 19. децембра 1981. године, за „Културно добро од изузетног значаја“ и под бројем АН 22 уведено је у централни регистар споменика културе у Републици Србији. Као основ за упис у регистар послужило је решење Завода за заштитуту и научно проучавање споменика културе НРС бр.220/49 од 09. фебруара 1949. године.
Надлежни завод који води локални регистар и бригу о овом археолошком локалитету је: Завод за заштиту споменика културе Ниш.

## Историја
Пољопривреда је заузимала важно место код становника античког Наисуса. Пространа и плодна нишка котлина, испресецана долинама Јужне Мораве и Нишаве, којом се пробијао магистрални комуникацијски права Виа милитарис, пружала је добре услове за развој разних видова пољопривредних активности и трговину. О томе данас сведоче остаци неколико пољопривредних имања у околини Наиса. међу којима су и сачуване остаци пољопривредног газдинства у предграђу данашњег Ниша — Медијане, која није имала само резиденцијални карактер, већ и важан економски значај за ширу област, у коме су добар део времена проводили и римски цареви са својом свитом и војском, и насељавали је ветеранима како би и они допринели развоју пољопривреде на овом простору.
Пољопривредно добро и дистрибутивни центар Муниципијума Наис
Саграђена 3,5 римске миље од Наиса, поред леве обале реке Нишаве Медијана је првобитно била (лат. villae rusticae, suburbium) „пољопривредно газдинство – фундус (војно, царско, градско или велепоседничко), са стамбеним и економским зградама прилагођеним потребама економике“ са дистрибутивним центром за храну за Муниципијум Наис, стари касноантички град и војни логор, који је у том периоду био већи од садашњег Ниша.
Оваква газдинства су у античком периоду скоро свуда по Царству подизана поред важних комуникација са циљем да снабдевају градове или ширу територију.
Како је римска вила на Медијани представљала самосталну и комплексну производну јединицу она је поседовала све што је потребно за функционисање једне такве независне економије, и у склопу виле могуће је издвојити различите објекте имајући у виду функције које су биле саставни део у економици виле: 
- складишта за пољопривредне производе  (лат. horrea, granaria),
- грађевине за боравак радне снаге  (лат. ergastulum)
- стаје за стоку  (лат. stabulum),
- складишта за алат и прибор.

Према архолошким истраживањима централно место у економском делу, имали су житница и вински подрум на Медијани намењени складиштењу и дистрибуцији пољопривредних добара у високо организованој пољопривредној производњи каква је била на овом имању.
Концепт економског дела виле на Медијани, који је свој највећи успех имао у време владавине цара Константина, задржао се, као и цело насеље и наставио да нормално живи и после његове смрти 337. године, све док није страдала у великом пожару, након готских упада 378. године.
Живот на Медијани је обновљен после 386. године али не у оном сјају који је пре тога имала, јер насеље више није имало царски значај, а после смрти Јустинијана I, јер услед економских тешкоћа и недостатака војске, регион није био способан да се одбрани од словенских и аварских напада који су уследили. То потврђују бројне преправке и дозиђивања, на до данас откривеним објектима у Наису и околини, које у суштини нису битно мењале првобитне архитектонске основе грађевина у Наису и на Медијани.
Делимичну обнову објекти на Медијани доживеће још једном током владавине византијског императора Јустинијана (527-565), након чега су у току друге половиине 6. века Словени из Паноније, Анти и Авари све чешће нападали области Дарданије, и њене утврђене градове, при чему су, пљачкали пољопривредно добро и више пута разорили град Наис и Медијану.
Почетком 7. века, услед сталних борби са Персијанцима и немогућности да бране Балканске територије, Византинци напуштају Наис и Медијану и препуштају их разарању варвара. Услед економских тешкоћа и недостатака војске, регион Наиса није био способан да се сам одбрани од словенских и аварских напада, који су уследили. Подунавље је тад опустело, а током друге деценије 7. века, у време владавине цара Ираклија, све територије на простору данашње Србије коначно су освојили Авари и Словени.
Са владавином цара Ираклија престаје антички период Наиса и Медијане у њему. Почетком 8. века, након коначног продора Словена и Авара, у царском граду и летњиковцу Медијана, постепено замире свака стваралачка активност, пољопривредна производња и живот. У овом периоду, под утицајем појачаниог притиска варвара становништво Медијане и Наиса је приморао да се повлачи према југу Балканског полуострва, док су се неки нови становници запосели Наис и његова насеља, започели пољопривредну производњу и ту остали током више векова, све до појаве првих трагова словенске културе.

## Положај
Археолошки локалитет житница и вински подрум данас се налази у склопу археолошког парка Медијана, у нишкој градској општини Медијана, на пола пута за Нишку Бању, (као једном од најзанчајнијих градски насеља Наиса), у југоисточном делу Нишке котлине, изван густо насељеног и урбанизованог градског језгра, источно од центра Наиса на око три римске миље.
У време владавине цара Константина Великог, ово римско насеље или комплекс летњих резиденција типа урбаних вила и велико пољопривредно газдинство, на пола пута за Нишку Бању,  отвореног типа, било је покрај пута, који је од Наиса водио ка истоку, према Сердици и даље према Константинополису.
Медијана је својевремено имала највећу површину мећу насељима у околини Наиса, са великим бројем грађевина, које је одвајао широки међупростор, башта и пољопривредног имања.
Ова по облику правоугана грађевина са пратеће објектима смештена је на овом имању западно од виле са перистилом на удаљености од око 150 м у непосредној близини магистралног пута  Виа милитарис.

## Изглед
Житница (лат. horeum)  на Медијани, је била пространа грађевина правоугаоне основе, дебелих камених зидова, димензија 91 x 27 m, оријентисана у правцу исток—запад са двосливним кровом. У њој  су складишта издељена са два реда стубаца, између којих су смештени огромни глинени ћупови – долије (висине око 2 m), готово до половине укопани у земљу.
Уз западни зид налазили су се базени дубоки до 1,40 m који су служили за примање текућина (највероватније уља, вина).
Широк улаз у складиште налазио се на јужној страни, а испред њега постојао је покривени трем на стубовима, и  приступна рампа да би запрега могла да приђе што ближе базенима за складиштење.  
Из трема житнице улазило се у две издвојене просторије, у југоисточном углу грађевине, а такође и у посебно издвојени тракт са низом просторија распоређених на западном крилу. Овај тракт је по свој прилици имао спратну конструкцију и служио је за смештај царске администрације, у чијој надлежности је било прикупљање пореза и дистрибуција жита и вина.
Објекат је био на најбољи начин, за оно историјско раздобље, заштићен од пожара или крађе. Прозори су били уски и постављени висока, а на вратима су биле чврсте браве и металне резе. Уношење и и вађење производа рађено је ручно, што је захтевало запошљавање великог броја радника.